# 르 꼬르동 블루
르 꼬르동 블루(프랑스어: Le Cordon Bleu 르 코르동 블뢰[*])는 프랑스의 요리 학교이다. 1895년에 프랑스 파리에서 설립되었다. 오드리 헵번이 주연한 영화 《사브리나》의 배경으로 유명하다. 숙명여자대학교에 한국 분교, 르 꼬르동 블루-숙명 아카데미를 운영하고 있으며, 숙명여대와 함께 "르 꼬르동 블루 외식 경영 전공" 학부 과정도 운영하고 있다.

## 역사
'르 꼬르동 블루'라는 이름은 "푸른 수장(綏章)"이라는 뜻이다. 프랑스의 왕 앙리 3세가 프랑스의 가장 중요한 기사단 중 하나로 꼽히는 "성령의 기사단"을 결성한 16세기 이래로 최고의 만찬을 의미하는 이름으로 처음 사용되었다. 기사단의 화려하고 성대한 의식과 최고의 만찬으로 인해 르 꼬르동 블루라는 이름이 점차 널리 알려지게 되었으며 1895년 르 꼬르동 블루는 저널리스트 겸 출판업자인 마써 디스텔에 의해 파리에서 설립되었다. 1896년 1월 14일 르 꼬르동 블루 잡지와 요리 학교를 홍보하기 위해 전기 스토브를 이용한 첫 요리 시연 강의를 선보이게 되었고, 이 후로 르 꼬르동 블루는 국제적인 명성을 쌓기 시작했다.

## 같이 보기
- 프랑스 요리

1. ↑  '삼순이'의 프랑스어 '르 꼬르동 블루', 프레시안, 2005년 9월 27일.
2. ↑  “숙명여자대학교, 문화관광학부, 르꼬르동블루외식경영전공”. 2011년 5월 24일에 원본 문서에서 보존된 문서. 2010년 9월 23일에 확인함.
3. ↑  '르 꼬르동 블루 소개'란의 역사 항목. 2016년 1월 7일에 확인함.